# آرگونات گیمز
آرگونات گیمز (انگلیسی: Argonaut Games) شرکت بازی ویدئویی بریتانیایی است، که در سال ۱۹۸۲ تأسیس شد. 